# Francisco Federico Llerena
Francisco Federico Llerena (f. 8 de noviembre de 1984) fue un militar argentino, perteneciente a la Fuerza Aérea Argentina, que alcanzó la jerarquía de comodoro. Durante la dictadura autodenominada «Proceso de Reorganización Nacional» fue designado gobernador de la provincia de La Rioja, cargo que ocupó entre 1977 y 1981, cuando ya se encontraba retirado.

## Carrera
Por su carrera aeronáutica, España le otorgó la Orden al Mérito Aeronáutico.
Fue designado gobernador de la provincia de La Rioja en abril de 1977 por el presidente de facto Jorge Rafael Videla. Al principio de su gestión prometió un programa de desarrollo de las infraestructuras de la provincia, comenzando con el gasoducto La Rioja-Catamarca. Se lo señala como el impulsor de la ley 22.021, sancionada por la dictadura, que establecía una serie de exenciones fiscales para ayudar al desarrollo económico de la provincia. Durante su gestión se creó la empresa estatal Líneas Aéreas Riojanas que unía con vuelos regulares las ciudades de La Rioja, Chamical y Chilecito. La empresa cerró luego de un accidente donde falleció la tripulación y pasajeros.[cita requerida]
Siendo gobernador de La Rioja visitó una vez el Estado de Israel en visita oficial a ese país. En una ocasión expresó su repudio al dirigente Elías Jassán por «expresiones antisemitas». Otorgó una pensión a Carlos Saúl Menem, futuro presidente, mientras se encontraba detenido, lo cual sería utilizado por medios periodísticos para probar la vinculación de Menem con algunos mandos militares de la dictadura.
Se mantuvo en el cargo hasta marzo de 1981. Aunque fue señalado de «autoritario», con censuras de música en radio, por ejemplo, y vinculado a crímenes de lesa humanidad, jamás fue procesado o condenado por ello.